# ミネルウァ・メディカ神殿
ミネルウァ・メディカ神殿（イタリア語: Tempio di Minerva Medica）はイタリア ローマのエスクイリーノの丘にある古代ローマの神殿跡。
神殿が建てられている土地がリキニウス家のホルティ・リキニウス庭園の中に位置するため、共和政ローマの政治家であり弁論家でもあったマルクス・トゥッリウス・キケロ等が言及していたミネルウァ・メディカ神殿と取り違えられ、この名前が付けられたが、実際は4世紀に建てられた、泉の精ニンフを祭るニンファエウムであった。十角形の建物はレンガ造りで、天井ドームは1828年に崩壊した。建物に接して増築されている3つの付属室は、後日造られたものである。なお、建物には由来を示す碑文などは残されていない。
この建物の特徴は、ドムス・アウレアの八角形の部屋や、パンテオンとよく似ており、特にビザンチンの教会堂建築と同じタイプであると言える。中央ホール部分の直径は24m、天井高さは30mである。建物を特徴づけているのは、外部に張り出たリブの部分である。建物の内部には、9か所のニッチがあり、建設当時は内外面ともに大理石の板で覆われていた。

## アクセス
- 近郊鉄道 ローマ＝ジャルディネッティ線 Santa Bibiana停留所に隣接
- イタリア鉄道 ローマ・テルミニ駅の南東約800m
- ローマ地下鉄 テルミニ駅の南東約1.2km